# Coulonces, Calvados
Coulonces är en kommun i departementet Calvados i regionen Normandie i norra Frankrike. Kommunen ligger i kantonen Vire som ligger i arrondissementet Vire. År 2018 hade Coulonces 729 invånare.

## Befolkningsutveckling
Antalet invånare i kommunen Coulonces
Referens: INSEE